# Annus Adrián
Annus Adrián (Szeged, 1975. június 28. –) magyar olimpikon dobóatléta, a Szombathelyi Haladás VSE kalapácsvetője.

## Életpályája
Gyerekkorát Gyulán töltötte. Középiskolai tanulmányait a gyulai Erkel Ferenc Gimnáziumban és a szombathelyi Nagy Lajos Gimnáziumban végezte, majd a tanárképző főiskola diákja lett. Kezdetben diszkoszvetésben indult, igazi nagy eredményeit kalapácsvetésben érte el.

## Eredményei
Első jelentősebb eredményét 1992-ben érte el, amikor diszkoszvetésben a 11. helyen végzett a szöuli ifjúsági világbajnokságon.
Kalapácsvetésben első nagy sikere az atlantai olimpiára való kijutás volt. Atlantában a várakozásoknak megfelelően szerepelt: 28. lett. 1998-ban 8. lett a budapesti Európa-bajnokságon.
2000-ben 17. helyezést szerzett a sydneyi olimpián. 2001-ben 3. volt a világranglistán. 2002-ben Európa-bajnok, Világkupa-győztes. 2003-ban Párizsban lett vb-ezüstérmes.

### A 2004. évi athéni olimpiai játékokon
Az athéni 2004-es olimpián a kalapácsvetés versenyszámban aranyérmet nyert, de nem működött együtt a Doppingellenes Világszervezettel, ezért az aranyérmétől megfosztották.

## Edzői
- Annus Géza
- Simon Gyula
- Németh Pál (Dobó SE)
- Vida József (Haladás VSE)